# Quisquicia longipes
Quisquicia longipes är en mångfotingart som först beskrevs av Loomis 1936.  Quisquicia longipes ingår i släktet Quisquicia och familjen Chelodesmidae. Inga underarter finns listade i Catalogue of Life.